# Батины
Батины — народ в Индонезии. Считают себя коренными жителями территории провинции Джамби. В этническую общность батинов включались представители малайцев, минангкабау, керинчей, яванцев.

## География
Живут в долине реки Тембеси в центральных районах, а также в междуречье Мандау и Рокан на северо-востоке острова Суматра.

## Население и его быт
Численность 80 тыс. человек. Традиционное занятие — ручное земледелие (суходольный рис, бананы, корнеплоды, клубнеплоды), так же разводят буйволов, коз, птицу, работают на каучуковых плантациях, занимаются охотой. Расселяются территориальными группами (батин или суку), возглавляемыми вождём (туменгунгом или пангераном).

## Религия и культура
Язык — малайский. Верующие — мусульмане-сунниты. Батины, обращённые в ислам, ассимилируются малайцами. По материальной культуре близки кубу.